# Ernesto Pérez Balladares
Ernesto "El Toro" Pérez Balladares González-Revilla (ur. 29 czerwca 1946) – panamski polityk, minister finansów Panamy od 1976 do 1982, sekretarz generalny Rewolucyjnej Partii Demokratycznej (PRD) w latach 1982–1983 i od 1992, prezydent Panamy od 1 września 1994 do 1 września 1999.